# Peter Nielsen
Peter Nielsen (Copenaghen, 3 giugno 1968) è un allenatore di calcio ed ex calciatore danese, di ruolo centrocampista. Campione d'Europa con la Nazionale danese nel 1992.

## Carriera

### Giocatore

#### Club
Iniziò la sua carriera in terza divisione danese nel Fremad Amager dove si fece notare dagli osservatori del Lyngby, squadra con cui fece l'esordio in prima divisione.
Nel 1992 passò al Borussia Mönchengladbach, dove rimase sino al 1996 collezionando 101 presenze e vincendo una Coppa di Germania nel 1995. Dopo tre anni in patria nel FC Copenaghen tornò nuovamente al Borussia che nel frattempo era retrocesso in Zweite Bundesliga.
Nel 2002 fece la strada inversa, per vestire una seconda volta la maglia del Copenaghen dove l'anno seguente chiuse la carriera.

#### Nazionale
È stato campione d'europa nel 1992 con la Nazionale danese anche se in realtà non scese mai in campo durante la competizione.

### Allenatore
Dopo aver appeso le scarpette al chiodo ha intrapreso l'attività di allenatore, prima come assistente nel B.93, poi nelle giovanili del KB. In seguito è stato assistente al Copenaghen.

## Palmarès

### Club
- Coppa di Germania: 1

1995

### Nazionale
- Campionato d'Europa: 1

1992